# تاکویا کیمورا
تاکویا کیمورا (انگلیسی: Takuya Kimura؛ زادهٔ ۱۳ نوامبر ۱۹۷۲) موسیقی‌دان اهل ژاپن است. از فیلم‌هایی که وی در آن نقش داشته است، می‌توان به قصر متحرک هاول و ۲۰۴۶ اشاره کرد.